# Incerta glòria (pel·lícula)
|  | Aquest article tracta sobre l'adaptació cinematogràfica de 2017. Si cerqueu la novel·la de Joan Sales, vegeu «Incerta glòria». |

Incerta glòria és una pel·lícula catalana del 2017 dirigida per Agustí Villaronga i produïda per Isona Passola. Està basada en la novel·la Incerta glòria de Joan Sales. El film és protagonitzat per Marcel Borràs, Oriol Pla, Bruna Cusí i Núria Prims. El tema de la pel·lícula és la Guerra civil espanyola des del punt de vista de tres amics que lluiten al bàndol republicà, al front d'Aragó el 1937, i estan enamorats de la mateixa dona. El juliol del 2017 es va fer públic que l'obra estaria disponible a la plataforma Netflix a principis de 2018.

## Premis i nominacions

### Premis
- 10a Edició del Festival Internacional de Cinema en Català: Menció especial del jurat.
- X Premis Gaudí (8 guardons):[4]
  - Millor protagonista femenina: Núria Prims
  - Millor actor secundari: Oriol Pla
  - Millor direcció de producció: Aleix Castellón
  - Millor fotografia: Josep Maria Civit
  - Millor vestuari: Mercè Paloma
  - Millor maquilatge i perruqueria: Alma Casal
  - Millor so: Ricard Galceran, Fernando Novillo, Xavier Mas
  - Millors efectes especials/digitals: Bernat Aragonès, Lolo Lopez Egea